# Herbignac
Herbignac är en kommun i departementet Loire-Atlantique i regionen Pays de la Loire i nordvästra Frankrike. Kommunen ligger i kantonen Herbignac som tillhör arrondissementet Saint-Nazaire. År 2022 hade Herbignac 7 178 invånare.

## Befolkningsutveckling
Antalet invånare i kommunen Herbignac
| Referens: INSEE |